# Friedrich Karl Kleine

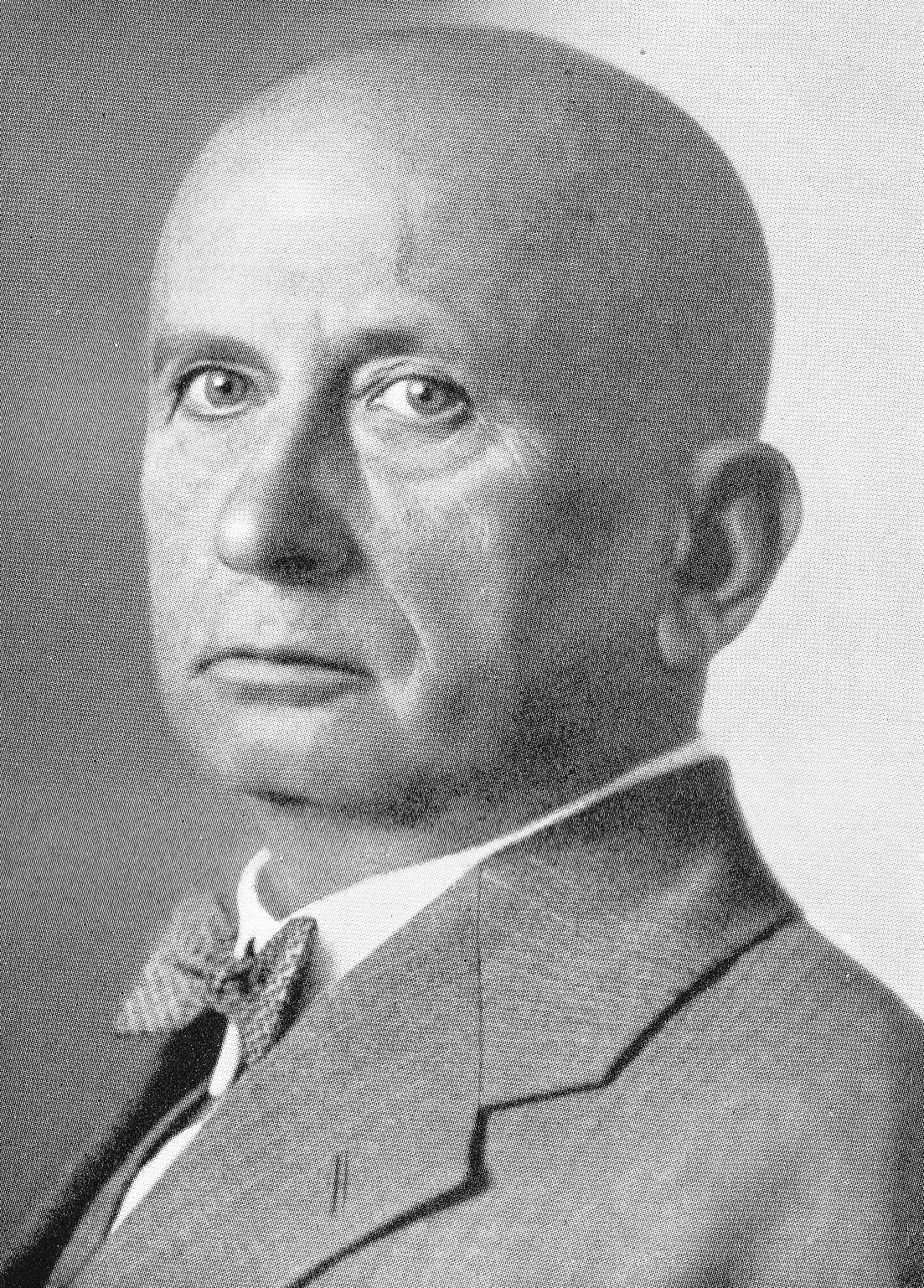
Friedrich Karl Kleine

Friedrich Karl Kleine (* 14. Mai 1869 in Stralsund; † 22. März 1951 in Johannesburg, Südafrika) war ein deutscher Mikrobiologe und Pharmakologe. Er ist bekannt für die Erprobung des ersten erfolgreichen Mittels gegen die Schlafkrankheit.

## Leben
Friedrich Kleine wurde in Stralsund als zweites Kind des Kreisarztes Ludwig Wilhelm Kleine geboren. Er besuchte das Greifswalder Gymnasium und das Gymnasium in Wohlau. Nach dem Abitur studierte er an der Friedrichs-Universität Halle Mikrobiologie und Pharmakologie. Er ging anschließend an die Albertus-Universität Königsberg, kehrte jedoch schon bald nach Halle zurück. Dort befasste er sich mit Pharmakologie und Biochemie.

### Afrika
Kleine trat als Sanitätsoffizier in die Preußische Armee und kam am 15. Januar 1900 an das von Robert Koch geleitete Institut für Infektionskrankheiten in Berlin. Als Stabsarzt übernahm er 1901 die Leitung der Infektionsabteilung am Institut für Infektionskrankheiten. Er begleitete Koch 1906 bis 1907 auf dessen Forschungsreise zur Schlafkrankheit in Deutsch-Ostafrika. Er bereiste später Belgisch Kongo. In Rhodesien heiratete er seine Assistentin Hanna Okelmann, die selbst über Jahre hinweg am Koch-Institut als Laborantin gearbeitet hatte. Von 1908 bis 1914 leitete Kleine die Bekämpfung der Afrikanischen Trypanosomiasis in Deutsch-Ostafrika. Anfänglich arbeitete er im östlichen und nordöstlichen Randgebiet am Victoriasee (Mwanza und Musoma). Mehrfach untersuchte er auch das nordwestliche Gebiet um Bukoba. Schließlich verlegte Kleine sein Hauptarbeitsgebiet in die Region am Tanganjikasee, weil hier eindeutigere Anzeichen für die Existenz der Schlafkrankheit erkennbar waren. 1911/12 regte er die Einrichtung eines Mikrobiologischen Instituts im Kaiserlichen Krankenhaus (später Ocean-Road-Krankenhaus und ab 1996 „Ocean Road Cancer Institute“) in Dar es Salaam an, welches 1912 dort auch eingerichtet wurde. Im April 1914 übernahm er die Schlafkrankheitsforschung in Kamerun. Er wurde zur Schutztruppe eingezogen und versah dort vorübergehend die Funktion des Chefarztes. Gleichzeitig fungierte er als Medizinalreferent beim Gouvernement, als der etatmäßige Stelleninhaber Heinrich Werner in britische Kriegsgefangenschaft geriet. Kleine trat im Februar 1916 gemeinsam mit dem Kommando der Schutztruppe auf neutrales spanisches Gebiet (Rio Muni) über und wurde bis Kriegsende in Madrid interniert. Mit ihm zusammen arbeitete in Kamerun auch der Schlafkrankheitsforscher Karl Rösener, den man gleichfalls in Spanien internierte.

### Berlin
Nach dem Weltkrieg war er Abteilungsleiter am Robert-Koch-Institut in Berlin. Während der Prüfung des Medikamentes Bayer 205 (Suramin) gegen Schlafkrankheit, später unter dem Handelsnamen Germanin vertrieben, arbeitete Kleine für die Bayer AG und bereiste von 1921 bis 1923 in diesem Zusammenhang Rhodesien und Tanganjika. In der Mission Karama am Tanganjika-See traf Kleine auf den ersten schwarzafrikanischen kirchlichen Arzt Ostafrikas, Adrian Atiman, der von den Weißen Vätern aus der Sklaverei freigekauft und in Malta ausgebildet worden war. In gleicher Weise traf sich Kleine auch mit Sir David Bruce, der 1903 den Übertragungsweg der Schlafkrankheit in Uganda entdeckt hatte. Ab 1924 war er Honorarprofessor für Hygiene und Tropenkrankheiten an der Friedrich-Wilhelms-Universität zu Berlin. 1926 wurde er Corpsschleifenträger der Normannia Halle. 1926/27 war er Mitglied der Völkerbundskommission zur Erforschung und Bekämpfung der Schlafkrankheit. 1929–1930 machte er eine ausgedehnte Forschungsreise nach Uganda und Tanganjika. Am 1. Juli 1933 wurde er im Alter von 64 Jahren zum vierten Präsidenten des Kochinstitutes, was er bis Kriegsende 1945 blieb. Er gehörte am 4./5. März zu den Berliner Unterzeichnern vom Bekenntnis der deutschen Professoren zu Adolf Hitler im Völkischen Beobachter. 1934–35 weilte er abermals in Tanganjika. Schon 1936/37 reiste er auf Einladung des Veterinary Research Institute nach Pretoria. 1938 arbeitete er wieder in Tanganjika, wo er sich in Sikonge bei Tabora aufhielt. Kurz vor dem Überfall auf Polen kehrte er nach Deutschland zurück. Am 18. August 1942 wurde er zum außerordentlichen Mitglied des Wissenschaftlichen Senats des Heeressanitätswesens ernannt.
Im Zweiten Weltkrieg verloren die Kleines ihren einzigen Sohn, wie auch Kleines Schwester ihren ältesten Sohn vor Stalingrad verlor. Das Haus von Friedrich und Hanna Kleine in der Berliner Ahornstraße wurde während eines Bombenangriffs völlig zerstört. Daraufhin zog Kleine nach Berlin-Hermsdorf und half beim Wiederaufbau des Koch-Institutes. 1948 kehrten er und seine Frau Deutschland für immer den Rücken. Auf Einladung von Prof. Dr. Ohrenstein gingen sie nach Südafrika, wo Kleine am 22. März 1951 in Johannesburg starb.
Überwiegend arbeitete Friedrich Karl Kleine, wie schon sein Lehrer Robert Koch, im Gebiet des Victoriasees und danach in der Region rund um den Tanganjikasee. Sein engster Vertrauter in Sachen Schlafkrankheit war der ehemalige Militärarzt Max Taute (später Professor), der wesentlichen Anteil an der Erforschung der Schlafkrankheit in Ostafrika hatte. Unter Anleitung von Kleine entstand am deutschen Hospital in Dar es Salaam 1912 ein erstes bakteriologisches Institut, welches während der britischen Kolonialzeit für die Tropenmedizin jedoch wieder an Bedeutung verlor. Dieses alte Laboratorium existiert heute immer noch am heutigen Ocean Road Cancer Institute im Rahmen der deutsch-tansanischen Krebsforschung und Bekämpfung in Tansania.

## Ehrungen
- Bernhard-Nocht-Medaille (1925)
- Dr. med. h. c. der Universität Kairo
- Dr. med. vet. h. c. der Tierärztlichen Hochschule Hannover
- Bandverleihung des Corps Normannia-Halle
- Charakterisierung als Geh. Regierungsrat
- Adlerschild des Deutschen Reiches (1939)

## Werke
- Ein deutscher Tropenarzt. Hannover 1949.
- Bildbericht zu Tests und zur Wirksamkeit von Bayer 205. Firmenarchiv Bayer AG, Leverkusen.